# Clang
Clang (výslovnost [ˈklæŋ]; anglicky zvonění) je frontend překladače pro programovací jazyky C, C++, Objective-C a Objective-C++. Jako svůj backend využívá LLVM a od verze LLVM 2.6 je jeho součástí.
Cílem je nabídnout náhradu za GCC. Jedná se o otevřený software, na jehož vývoji se podílí několik významných společností, mezi něž patří Apple a Google. Clang je šířen pod licencí University of Illinois/NCSA Open Source License.
Clang podporuje většinu přepínačů GCC, a je tedy plnohodnotnou náhradou GCC. Pomocí Clangu lze přeložit mnoho velkých projektů (FreeBSD, Chromium, Boost atd.). Rychlost kompilace je výrazně vyšší než u GCC a výsledný kód je porovnatelný. Clang nabízí výrazně kvalitnější diagnostiku chyb ve zdrojovém kódu.